# Afrophyla dichordata
Afrophyla dichordata là một loài bướm đêm trong họ Geometridae.